# Лутугин, Леонид Иванович
Леони́д Ива́нович Луту́гин (21 февраля [4 марта] 1864, Санкт-Петербург — 17 [30] августа 1915, Кольчугино, Томская губерния) — русский учёный-геолог, профессор и общественный деятель.

## Биография
Родился 21 февраля (4 марта) 1864 в Санкт-Петербурге, в большой купеческой семье, отец был владельцем ювелирного магазина.
Окончил курс в Горном институте и поступил на службу геологом в Геологический Комитет.
С 1897 года — профессор в Горном институте. Читал лекции по геологии в 1897—1907 годах.
В 1890—1891 годах принимал участие в экспедиции по изучению Тиманского кряжа. За эту работу был награждён серебряной медалью Географического общества.
В 1892 году приступил к изучению Донецкого каменноугольного бассейна, чем занимался более 22 лет.
В 1893—1896 годах опубликовал отчёты о геологическом изучении посёлка Лисичанск и села Крымского (ныне — Луганская область), в которых доказал промышленное значение угольных отложений в Донецком бассейне.
В 1897 году вместе с Ф. М. Чернышовым опубликовал работу «Донецкий каменноугольный бассейн».
В последние годы своей жизни занимался также изучением Кузнецкого и Челябинского угольных бассейнов. Изучая условия формирования угольных месторождений, объяснил частую смену пород колебательными движениями земной коры и установил зависимость качества углей от степени метаморфизма. Создал школу геологов-угольщиков (П. И. Степанов, В. И. Яворский, А. А. Гапеев и другие).
В 1903—1905 годах принадлежал к «Союзу Освобождения» и сотрудничал в журнале «Освобождение». В октябре 1905 года участвовал в съезде, на котором образовалась конституционно-демократическая партия, и был избран в члены её центрального комитета, но скоро вышел из партии. В 1905 году был одним из организаторов Академического и Инженерного союзов, а также Союза союзов.
В 1907 году баллотировался от партии трудовиков в Третью государственную думу, но не был избран. В том же 1907 году его уволили из Геологического комитета и Горного института.
С началом Первой мировой войны член комиссии Русского технического общества о мерах по промышленности в связи с войной, представлял Совет Русского технического общества на съезде по улучшению отечественных лечебных местностей. Участвовал в организации питательных и санитарных отрядов. Организовал при Вольном экономическом обществе группу музыкантов, которые проводили концерты в лазаретах; вместе с М. М. Ковалевским отстаивал право этого общества устраивать лазареты для раненых воинов. В 1915 году намечался оппозицией на пост министра труда. Масон.
Скончался 17 (30) августа 1915 в селе Кольчугино (ныне Ленинск-Кузнецкий Кемеровской области).
Похоронен на Литераторских мостках Волковского кладбища в Петрограде.

## Членство в организациях
- С 1907 года товарищ председателя Императорского Русского технического общества.
- С 1908 года — вице-президент Императорского Вольного Экономического общества. Занимался детальным геологическим картографированием, создал сводную карту Донецкого бассейна. За эту работу он был награждён большой золотой медалью на международной выставке в Турине в 1911 году.

## Память
- Существовал проект по созданию «Народного университета им. Л. И. Лутугина»[6].
- В честь Леонида Ивановича Лутугина назван город Лутугино в в Луганской области, Украина (ныне окупированная территория РФ),  шахта в городе Торез, а также угольный пласт в Кузнецком бассейне.
- В честь Л. И. Лутугина названа улица в Новокузнецке.